# Eupoecilia aburica
Espèce
Eupoecilia aburica est une espèce de lépidoptères de la famille des Tortricidae. On la trouve au Ghana.